# Bar Nunn
Bar Nunn város az USA Wyoming államában, Natrona megyében. Lakosainak száma 2981 fő (2020. április 1.).

## Népesség
A település népességének változása:

| 2010 | 2 213 |
| 2020 | 2 981 |